# Stigmatogobius minima
 Stigmatogobius minima és una espècie de peix de la família dels gòbids i de l'ordre dels perciformes.

## Morfologia
- Els mascles poden assolir 2 cm de longitud total.[4][5]

## Hàbitat
És un peix de clima tropical i demersal.

## Distribució geogràfica
Es troba al llac Chilka (Orissa, l'Índia) i l'estuari del riu Godavari (Andhra Pradesh, l'Índia)

## Observacions
És inofensiu per als humans.